# 大人気店でドッキリ!ありえない商品 売れる!?売れない!?
『大人気店でドッキリ!ありえない商品 売れる!?売れない!?』（だいにんきてんでドッキリ ありえないしょうひん うれるうれない）は日本テレビ系列で放送されていた特別番組。
2012年から2015年まで8回放送され、第8回は『超人気有名人のありえない商品 売れる!?売れない!?』（ちょうにんきゆうめいじんのありえないしょうひん うれるうれない）として放送された。

## 放送内容
「激安居酒屋で最高級ステーキ」「100円ショップで跳び箱」「立ち食いそば屋で中村孝明のかき揚げ」「回転寿司店でチーズバーガー」「プロ野球公式戦で超高級ブランデー」など、大人気店で「ありえない商品」が売れるか売れないかをゲストが予想する。売り上げ数を解答する問題もある。
MC3人も事前に結果を知らされておらず、ゲストと共に予想する。
正解数が最も多かったゲストには金一封（第2回は15万円、第8回は現金つかみ取り）が進呈され、正解数が最も少なかったゲストは頭からスライムを被る罰ゲームを受ける（第8回は現金つかみ取りの金額分ギャラの減額）。
商品が売れた場合、その売り上げ額は全て『24時間テレビ』への募金に充てられている。

## 出演者

### MC
- 雨上がり決死隊（宮迫博之・蛍原徹）

第3回は宮迫が早期胃癌による休養中だったため、東野幸治が代理を務めた。
- 小島慶子（第1回 - 第7回）

### レギュラーパネラー
- 後藤輝基（フットボールアワー）
- マツコ・デラックス（第3回は欠席）

## 放送日時
| 回数  | 放送日時                    |
| ----- | --------------------------- |
| 第1回 | 2012年5月2日19:00 - 20:54   |
| 第2回 | 2012年10月11日19:00 - 20:54 |
| 第3回 | 2013年1月4日19:00 - 20:54   |
| 第4回 | 2013年4月12日19:00 - 20:54  |
| 第5回 | 2013年9月19日19:00 - 20:54  |
| 第6回 | 2014年1月9日19:00 - 20:54   |
| 第7回 | 2014年5月1日19:00 - 20:54   |
| 第8回 | 2015年1月8日19:00 - 20:54   |

## スタッフ
第8回時点
- 総合演出・企画：髙橋利之
- コンセプト・構成：桜井慎一（2回目は、構成のみ）
- 作家：金森直哉、アリエシュンスケ（金森・アリエ→2回目は、構成）
- TM：江村多加司
- SW：米田博之（第4,6,8回）
- カメラ：吉田健治（第6～8回）
- MIX：小原正広（第4,8回）
- VE：鈴木昭博（第8回）
- 照明：佐野広之（第3,4,8回）
- 編集：小田健二（第1,3～8回）、相馬貴史（第8回）
- MA：兒子仁
- 音効：高取謙（第3～8回）、岡沢秀二（第1,3,4,6～8回）
- 美術：上條宏美（第1～3,5～8回）
- デザイン：田澤奈津美（第1,3,4,6～8回）
- 美術協力：日テレアート、ナカバヤシ（ナカ→第8回）
- 技術協力：NiTRO、ヌーベルバーグ
- ロケ技術：コスモスペース（第3,5～8回）、キャミックス（第5,7,8回）、ビデオスクエア（第8回）、NiTRO（第1～3,6,8回）
- リサーチ：羽柴千晶（パンドラ）
- TK：桜井えみこ
- デスク：宮城知代
- 演出補：小笠原将（第2,6〜8回）、髙橋順、秋元雄太（高橋・秋元→第8回）、兼平孔明（第3,4,6〜8回）、橋本慎也（第8回）
- AP：山口佳奈、岸加苗（岸→第6,8回）、中川聡子（山口・中川→第8回）
- ディレクター：山形和也（第1〜4,6〜8回）、味岡晃司（第8回、第1,2回は演出補）、宇野慎也、上村雄一（宇野・上村→第7,8回）、吉野真一郎（第6～8回）
- 演出：大楽和也
- プロデューサー：岩下英恵／荻原球（第7,8回、第6回までは、AP）、長瀬徹
- チーフプロデューサー：田中宏史（第5回～、第2～4回はプロデューサー）
- 制作協力：日企、ZION
- 製作著作：日本テレビ

過去のスタッフ
- SW：望月達史（第1～3,5,7回）
- カメラ：早川智晃（第1～3,5回）、鎌倉和由（第4回）
- MIX：山口祐司（第2回まで）、村上正（第3回）、加賀金重郎（第5～7回）
- VE：斎藤孝行（第1,3,4,7回）、石野太一（第2回）、矢田部昭（第5回）、古手川大（第6回）
- 照明：菅原祐介（第1回）、鈴木道隆（第2回）、横山杏奈（第5～7回）
- 編集：松沢章（第3回まで）、関原忍（第7回まで）
- 美術：林健一（第3回まで）、三浦昭彦（第4回）
- 技術協力：CROSCO（第1回）
- ロケ技術：Zeta（第1,2回）、マイシャ（第4回）、EAT（第4回）、日放（第1～4,6,7回）、ニューテレス（第6,7回）
- 編成：稲垣眞一、遠藤正累、兼島奈々（第1回）、鬼頭直孝、小野隆史（第2回）、横田崇（第3,4,6回）、吉無田剛（第3～5回）
- 編成企画：原司（第6回）
- 広報：満松隆一郎（第2回まで）、玉造昌和（第6回まで）
- 営業：梶原美緒（第1〜4回）、中山大輔（第5回）、中西紅美（第6回）
- 演出補：田中義巳（第1,3回）、児玉章（第1,2,4回）、池田真央（第2回）、古川文彦（第2,4,6,7回）、山岡恭典、上平久美（第3回）、齊藤岳彦、蟻坂江梨奈（第4回）、山口礼斗、大野寿史（第5回）、酒井瑞希（第6,7回）、西河真由子、小高浩志（第7回）
- AP：前多由香（第1,3回）、渡辺秀一（第3回まで）
- ディレクター：藤森真実、永井大輔、倉田敬之、道下貴之（第1回）、齊藤篤史（第1〜3,6回）、田川浩子（第1〜4,6,7回）、落合圭太（第1,3回）、広江孝吉（第1,4回）、浜田吉織、櫛田健太郎（第2回）、唐沢宏一（第2,3回）、植木光雄（第2〜4,6回）、中野誠（第4回）、湯浅貴仁（第2〜4回は演出補、第6回）、平野真一（第7回）
- チーフディレクター：長瀬久司（第3回まで）
- プロデューサー：名田雅哉（第1,3回）、石川京子（第6回まで）
- チーフプロデューサー：松岡至（第1回）、菅賢治（第2～4回）
- 制作協力：いまじん（第1,3回）